# Wasiljewskoje (rejon wołogodzki)
Wasiljewskoje (ros. Васильевское) – wieś w Rosji, w rejonie wołogodzkim obwodu wołogodzkiego. W 2010 r. liczyła 1765 mieszkańców.